# Garbiñe Muguruza
Garbiñe Muguruza (født 8. oktober 1993) er en spansk tennisspiller.
Hun repræsenterer Spanien under Sommer-OL 2016 i Rio de Janeiro, der blev hun slået ud i tredje runde i single.

Muguruza har vundet grand slam turneringerne French Open i 2016 samt Wimbledon i 2017 i singlerækken. Udover disse titler, har Muguruza vundet 4 singletitler samt 5 doubletitler.

Muguruzas bedste placering på verdensranglisten i single er nummer 1, hvilket hun opnåede 11/9 2017. Muguruzas bedste placering som nummer 10 på double-ranglisten opnåede hun 23/2 2015.

## Eksterne Henvisninger
- Garbiñe Muguruzas opslag i Munzinger Sportsarchiv (tysk)
- Garbiñe Muguruzas profil på Olympics.com (engelsk)
- Garbiñe Muguruzas profil på Olympic.org (arkiveret) (engelsk)
- Garbiñe Muguruzas profil på Sports-Reference OL-resultater (arkiveret) (engelsk)
- Garbiñe Muguruzas profil på Olympedia (engelsk)
- Garbiñe Muguruzas profil hos WTA Tennis (engelsk)
- Garbiñe Muguruzas profil hos ITF Tennis (engelsk)
- Garbiñe Muguruzas profil hos Fed Cup (engelsk)
- Garbiñe Muguruzas profil hos ITF Tennis (engelsk)
- Garbiñe Muguruzas profil hos as.com (spansk)